# マン・オブ・ザ・ストーリー
『マン・オブ・ザ・ストーリー』（原題：Kathapurushan）は、1995年に公開されたインド・日本の合作映画。アドゥール・ゴーパーラクリシュナンが監督を務め、ヴィシュワナータン、ミニ・ナーイル、アランムラ・ポナマ、ナレンドラ・プラサード、ウルミラ・ウンニが出演している。青年の生涯を通してケララ州の現代史を描いている。

## キャスト
- クンニュンニ - ヴィシュワナータン
- ミーナクシ - ミニ・ナーイル
- ムタッシ - アランムラ・ポナマ
- クンニュンニの叔父 - ナレンドラ・プラサード（英語版）
- クンニュンニの母 - ウルミラ・ウンニ（英語版）
- トーマス・タラカン - ジャガディシュ（英語版）
- 富豪 - ムケシュ（英語版）
- ヴェルチャル - バブ・ナムボーティリ（英語版）

## 受賞
国家映画賞
- 長編映画賞（英語版）：アドゥール・ゴーパーラクリシュナン
- 助演女優賞（英語版）：アランムラ・ポナマ

ボンベイ国際映画祭
FIPRESCI賞：アドゥール・ゴーパーラクリシュナン